# Прыжок в длину
Прыжок в длину — двигательное действие, относящееся к горизонтальным прыжкам. Прыжок в длину требует от спортсменов прыгучести, спринтерских качеств. Прыжок в длину входил в соревновательную программу античных Олимпийских игр. Является современной олимпийской дисциплиной лёгкой атлетики для мужчин с 1896 года и для женщин с 1948 года.

## Техника и стиль
У мужчин-атлетов мирового класса, начальная скорость при отталкивании от доски достигает 9,4—9,8 м/c. Оптимальным углом вылета центра масс спортсмена к горизонту считается 20—22° и высота центра масс относительно обычного положения при ходьбе — 50—70 см. Наивысшей скорости атлеты обычно достигают на последних трёх-четырёх шагах разбега.
Прыжок состоит из четырёх фаз — разбега, отталкивания, полёта, приземления. Наибольшие различия, с точки зрения техники, затрагивают полётную фазу прыжка.
- «В шаге» (The Stride jump; Sail jump) — простейшая техника, известная ещё с XIX века и знакомая спортсменам-любителям с уроков физкультуры — это прыжок «в шаге» или «согнув ноги». После отталкивания толчковая нога через сторону присоединяется к маховой и плечи отводятся немного назад. Хотя это элементарный вариант прыжка, но им пользуются атлеты высокого уровня и в XXI веке. Так, английский легкоатлет Кристофер Томлинсон, который имеет в активе прыжок на 8,35 м (рекорд Великобритании), прыгает «в шаге». Этим же стилем Галина Чистякова установила мировой рекорд 7,52 м[2][3][неавторитетный источник].
- «Прогнувшись» (The Hang Style) — более сложный вариант, требующий большей тренированности и координации. Прыгун в полёте прогибает тело в пояснице и как бы делает паузу перед приземлением. В 1920 году эту технику впервые продемонстрировал финский прыгун Туулос. На современном этапе развития лёгкой атлетики это наиболее популярная техника у прыгунов-женщин. Этим стилем, например, прыгала Хайке Дрекслер[4][неавторитетный источник].
- «Ножницы» (The Hitch-Kick) — наиболее сложный вариант, требующий высоких скоростно-силовых качеств спортсмена. Спортсмен в полёте словно продолжает бег и делает 1,5, 2,5 или 3,5 шага ногами по воздуху — это наиболее популярная техника у спортсменов-мужчин высокого класса[5][6].
Стилем «ножницы» прыгал как Майк Пауэлл в 1991 году, так и Боб Бимон в 1968 году[7].
Игорь Тер-Ованесян вспоминал впоследствии подробности этого прыжка:

Наблюдая выдающихся танцовщиков, я не раз восхищался их удивительной способностью как бы зависать в воздухе на какое-то мгновение во время прыжка. Это зависание, которое называется у них «баллон», с трудом поддаётся тренировке и в большинстве своём является врождённой способностью. У Бимона в середине полёта, даже больше во второй его половине, в тот момент, когда другие прыгуны камнем падают вниз, произошло это чудо — «баллон», и он завис над прыжковой ямой, словно на невидимом парашюте.

## История создания

### Прыжки в длину в древности
Прыжок в длину был распространённой дисциплиной античных олимпийских игр. По дошедшим свидетельствам, техника прыжка принципиально отличалась от современной. При прыжке атлеты держали в руках специальный груз — хальтерес, напоминающий гантели, который перед приземлением отбрасывали назад. Вероятно, считалось, что таким образом они увеличивают длину прыжка. Есть также сведения о том, что некоторые атлеты достигали результатов свыше 15 метров, но исследователи считают, что речь идёт о тройном прыжке.

### Современное состояние
C возрождением интереса к спорту и лёгкой атлетике, прыжки в длину с конца XIX века стали популярной дисциплиной технических видов. В 1898 году мировой рекорд в прыжках в длину у мужчин принадлежал американцу Майеру Принштайну — 7,23 м. На первых Олимпийских играх также проводились соревнования по прыжкам в длину с места, но они быстро потеряли популярность.
Прыжок в длину относится к наиболее консервативным дисциплинам. Так 8-метровый рубеж (8,13) у мужчин был впервые преодолён Джесси Оуэнсом еще в 1935 году, и по сей день с этим результатом можно выиграть крупные международные соревнования уровня «Гран-при».
В историю этого вида вошло противостояние:
- Ральф Бостон (США) и Игорь Тер-Ованесян (СССР).
- Карл Льюис (США) и Майк Пауэлл (США).

Легендой стал прыжок Боба Бимона на 8,90 метра на Олимпиаде в Мехико (1968). До того неизвестный атлет превзошёл предыдущий рекорд мира сразу на 55 см. Рекорд Бимона был побит Майком Пауэллом, прыгнувшим в 1991 году на 8,95 м на чемпионате мира в Токио, этот результат остаётся непревзойдённым и поныне.
Проводивший с помощью компьютера исследования границ человеческих возможностей в спорте Гидеон Эриэл рассчитал величину максимально возможного прыжка — 8,90 м. Заложенная в компьютер кинограмма рекордной попытки Бимона была квалифицирована им близкой к идеальной, а рассчитанная нагрузка на тазобедренный сустав в момент толчка (770 кг) — близкой к критической для человека.

### Дуэль Льюиса и Пауэлла на чемпионате мира в Токио
Дуэль Льюиса и Пауэлла на чемпионате мира 1991 года в Токио по праву считается одним из величайших спортивных соревнований в истории лёгкой атлетики. В секторе для прыжков был превзойдён казавшийся вечным мировой рекорд Боба Бимона, установленный в 1968 году на Олимпиаде в Мехико.
К моменту начала соревнований Льюис в течение 10 лет не знал поражений, одержав подряд 65 побед. Менее титулованный Пауэлл был серебряным призёром Олимпиады 1988 года в Сеуле и имел лучший результат в мире в 1990 году.
В первой попытке Льюис установил рекорд чемпионатов мира, прыгнув на 8,68 м. Всего три раза за свою спортивную карьеру он прыгал дальше. Пауэлл в первой попытке заступил, а в следующей с результатом 8,54 м вышел на второе место. На третьей позиции закрепился Ларри Мирикс, который, однако, не мог составить серьёзной конкуренции лидерам.
В третьей попытке с попутным ветром 2,3 м/с Льюис показал 8,83 м, один из лучших результатов за всю историю лёгкой атлетики. Пауэлл в третьей попытке улетел в район 8,80 м, однако заступил.
Четвёртая попытка Льюиса была исторической: 8,91 м, первый за 23 года прыжок, превышавший мировой рекорд Боба Бимона. Несмотря на то, что результат был показан с сильным попутным ветром (3 м/с) и не мог быть зафиксирован в качестве нового мирового рекорда, он шёл в зачёт соревнований. Теперь чтобы победить Льюиса, Пауэллу необходимо было устанавливать мировой рекорд.
Развязка этой интриги наступила в пятой попытке. С попутным ветром 0,3 м/с Пауэлл прыгнул на 8,95 м и тем самым превзошёл «вечный рекорд» Бимона, причём сделал это на равнинном стадионе.
Два последних прыжка Льюиса были прекрасны: 8,87 и 8,84 м. Он установил личный рекорд (прыжок на 8,91 м личным рекордом не считался, потому что был сделан при чрезмерном попутном ветре), однако обойти Пауэлла не смог.
Ларри Мирикс с прекрасным результатом 8,42 м стал третьим.
В дальнейшем Пауэлл дважды прыгал за отметку мирового рекорда: 8,99 м в 1992 году и 8,95 в 1994, однако оба прыжка были совершены при попутном ветре, превышавшем допустимую норму 2 м/с, и не были зафиксированы в качестве рекордов.
Льюис, который кроме блестящего выступления в секторе для прыжков, установил на этом чемпионате мировой рекорд в беге на 100 м, был объявлен лучшим атлетом 1991 года.

### Дальние прыжки с попутным ветром
Поскольку попутный ветер может значительно увеличить дальность прыжка, по правилам ИААФ не регистрируются в качестве рекордов результаты, показанные при скорости попутного ветра более 2 м/с. Поэтому лучшие результаты, показанные на соревнованиях, могут превышать официальный мировой рекорд. Самым дальним прыжком в истории лёгкой атлетики является прыжок на 8,99 м Майка Пауэлла (США), совершённый 21 июля 1992 года на соревнованиях в высокогорном посёлке Сестриере при скорости попутного ветра 4,0 м/с. На этих же соревнованиях Хайке Дрекслер (Германия) прыгнула на 7,63 м при скорости попутного ветра 2,1 м/с, установив высшее достижение среди женщин. Следует отметить также прыжок на 8,96 м кубинца Ивана Педросо 29 июля 1995 года в Сестриере, когда измеренная скорость ветра составила 1,2 м/с, однако результат этого замера был признан ошибочным.

## Рекорды
|         | Рекорд                    | Длина  | Спортсмен(-ка)            | Страна   | Дата             | Место                  |
| ------- | ------------------------- | ------ | ------------------------- | -------- | ---------------- | ---------------------- |
| Мужчины | Мировой                   | 8,95 м | Майк Пауэлл               | США      | 30 августа 1991  | Токио, Япония          |
| Мужчины | Мировой (в помещении)     | 8,79 м | Карл Льюис                | США      | 27 января 1984   | Нью-Йорк, США          |
| Мужчины | Олимпийский               | 8,90 м | Боб Бимон                 | США      | 18 октября 1968  | Мехико, Мексика        |
| Мужчины | Европейский               | 8,86 м | Эммиян, Роберт Жирайрович | СССР     | 22 мая 1987      | Цахкадзор, СССР        |
| Мужчины | Европейский (в помещении) | 8,71 м | Байер, Себастьян          | Германия | 8 Марта 2009     | Турин, Италия          |
| Женщины | Мировой                   | 7,52 м | Галина Чистякова          | СССР     | 11 июня 1988     | Ленинград, СССР        |
| Женщины | Мировой (в помещении)     | 7,37 м | Хайке Дрехслер            | ГДР      | 13 февраля 1988  | Вена, Австрия          |
| Женщины | Олимпийский               | 7,40 м | Джекки Джойнер            | США      | 29 сентября 1988 | Сеул, Республика Корея |
| Женщины | Европейский               | 7,52 м | Галина Чистякова          | СССР     | 11 июня 1988     | Ленинград, СССР        |
| Женщины | Европейский (в помещении) | 7,37 м | Хайке Дрехслер            | ГДР      | 13 февраля 1988  | Вена, Австрия          |

## Лучшие прыгуны всех времён

### Мужчины
10 лучших результатов на стадионах.
| №  | Результат | Спортсмен       | Страна | Дата       | Место        | Условия     | Прим. |
| -- | --------- | --------------- | ------ | ---------- | ------------ | ----------- | ----- |
| 1  | 8,95      | Майк Пауэлл     | США    | 30.08.1991 | Токио        | +0,3 м/с    |       |
| 2  | 8,90      | Боб Бимон       | США    | 18.10.1968 | Мехико       | +2,0 м/с, B |       |
| 3  | 8,87      | Карл Льюис      | США    | 30.08.1991 | Токио        | -0,2 м/с    |       |
| 4  | 8,86      | Роберт Эммиян   | СССР   | 22.05.1987 | Цахкадзор    | +1,9 м/с, В |       |
| 5  | 8,74      | Ларри Майрикс   | США    | 18.07.1988 | Индианаполис | +1,4 м/с    |       |
| 6  | 8,74      | Эрик Вальдер    | США    | 02.04.1994 | Эль-Пасо     | +2,0 м/с, В |       |
| 7  | 8,74      | Дуайт Филлипс   | США    | 07.06.2009 | Юджин        | −1,2 м/с    |       |
| 8  | 8,73      | Ирвинг Саладино | Панама | 24.05.2008 | Хенгело      | +1,2 м/с    |       |
| 9  | 8,71      | Иван Педросо    | Куба   | 18.07.1995 | Саламанка    | +1,9 м/с    |       |
| 10 | 8,69      | Таджей Гейл     | Ямайка | 28.09.2019 | Доха         | +0,5 м/с    |       |

Прыжки за 8,90 м с попутным ветром, превышающим норму.
| Результат | Спортсмен             | Страна | Дата       | Место     | Условия      | Прим. |
| --------- | --------------------- | ------ | ---------- | --------- | ------------ | ----- |
| 8,99      | Майк Пауэлл           | США    | 21.07.1992 | Сестриере | +4,4 м/с, B  |       |
| 8,96      | Иван Педросо          | Куба   | 29.07.1995 | Сестриере | +1,2 м/с, *B |       |
| 8,95      | Майк Пауэлл           | США    | 31.07.1994 | Сестриере | +3,9 м/с B   |       |
| 8,92      | Хуан Мигель Эчеваррия | Куба   | 10.03.2019 | Гавана    | +3,3 м/с     |       |
| 8,91      | Карл Льюис            | США    | 30.08.1991 | Токио     | +3,0 м/с     |       |
| 8,90      | Майк Пауэлл           | США    | 16.05.1992 | Модесто   | +3,7 м/с     |       |

### Женщины
10 лучших результатов на стадионе среди женщин, состояние на 06 августа 2021 года.
| № | Результат | Спортсмен           | Страна   | Дата       | Место          | Условия  | Примечания |
| - | --------- | ------------------- | -------- | ---------- | -------------- | -------- | ---------- |
| 1 | 7,52      | Галина Чистякова    | СССР     | 11.06.1988 | Ленинград      | +1,4 м/с |            |
| 2 | 7,49      | Джеки Джойнер-Керси | США      | 22.05.1994 | Нью-Йорк       | +1,3 м/с |            |
| 3 | 7,48      | Хайке Дрекслер      | Германия | 09.07.1988 | Нойбранденбург | +1,2 м/с |            |
| 4 | 7,43      | Анишоара Кушмир     | Румыния  | 04.06.1983 | Бухарест       | +1,4 м/с |            |
| 5 | 7,42      | Татьяна Котова      | Россия   | 23.06.2002 | Анси           | +2,0 м/с |            |
| 6 | 7,39      | Елена Белевская     | СССР     | 18.07.1987 | Брянск         | +0,5 м/с |            |
| 7 | 7,37      | Инесса Кравец       | Украина  | 13.06.1992 | Киев           | ?        |            |
| 8 | 7,33      | Татьяна Лебедева    | Россия   | 31.07.2004 | Тула           | +0,4 м/с |            |
| 9 | 7,31      | Елена Хлопотнова    | СССР     | 12.09.1985 | Алма-Ата       | +1,5 м/с |            |
| 9 | 7,31      | Мэрион Джонс        | США      | 31.05.1998 | Юджин (Орегон) | +1,9 м/с |            |
| 9 | 7,31      | Бриттни Риз         | США      | 02.07.2016 | Юджин (Орегон) | +1,7 м/с |            |

Прыжки за 7,50 м с попутным ветром, превышающим норму.
| Результат | Спортсмен      | Страна   | Дата       | Место     | Условия  | Примечания |
| --------- | -------------- | -------- | ---------- | --------- | -------- | ---------- |
| 7.63      | Хайке Дрекслер | Германия | 21.07.1992 | Сестриере | +2,1 м/с |            |

## Хронология мировых рекордов

### Мужчины
| Результат                                 | Спортсмен            | Страна            | Место          | Дата       |
| ----------------------------------------- | -------------------- | ----------------- | -------------- | ---------- |
| Неофициальные рекорды (до появления ИААФ) |                      |                   |                |            |
| 5,94                                      | Эдвард Бурке         | Великобритания    | Кембридж       | 17.03.1857 |
|                                           | Генри Пауэлл         | Великобритания    | Оксфорд        | 10.03.1859 |
| 6,38                                      | Чарльз Баллер        | Великобритания    | Харроу         | 15.04.1862 |
| 6,40                                      | Г. Вортингтон        | Великобритания    | Манчестер      | 27.08.1864 |
| 6,50                                      | Алик Тоссвилл        | Великобритания    | Оксфорд        | 14.03.1868 |
| 6,75                                      | Алик Тоссвилл        | Великобритания    | Оксфорд        | 27.02.1869 |
| 6,88                                      | Дженнер Дэвис        | Великобритания    | Лондон         | 27.03.1872 |
| 6,97                                      | Дженнер Дэвис        | Великобритания    | Лондон         | 27.03.1874 |
| 7,05                                      | Джон Лейн            | Ирландия          | Дублин         | 11.06.1874 |
| 7,06                                      | Патрик Давин         | Ирландия          | Монастеревин   | 30.08.1883 |
|                                           | Патрик Давин         | Ирландия          | Порт-Арлингтон | 13.09.1883 |
| 7,085                                     | Малкольм Форд        | США               | Нью-Йорк       | 14.08.1896 |
|                                           | Джон Пёрселл         | Ирландия          | Монастеревин   | 29.08.1886 |
| 7,09                                      | Альфред Копланд      | США               | Вашингтон      | 11.10.1890 |
| 7,17                                      | Чарльз Ребер         | США               | Детройт        | 04.07.1891 |
| 7,17                                      | Чарльз Фрай          | Великобритания    | Оксфорд        | 05.03.1893 |
| 7,21                                      | Джон Муни            | Ирландия          | Митчелстаун    | 05.09.1894 |
| 7,235                                     | Мейер Принстейн      | США               | Нью-Йорк       | 11.06.1898 |
| 7,25                                      | Уильям Ньюбёрн       | Ирландия          | Дублин         | 18.07.1898 |
| 7,33                                      | Уильям Ньюбёрн       | Ирландия          | Дублин         | 16.07.1898 |
| 7,48                                      | Уильям Ньюбёрн       | Ирландия          | Муллингейт     | 19.07.1898 |
| 7,40                                      | Элвин Кренцлейн      | США               | Филадельфия    | 29.04.1899 |
| 7,42                                      | Элвин Кренцлейн      | США               | Нью-Йорк       | 26.05.1899 |
| 7,43                                      | Элвин Кренцлейн      | США               | Нью-Йорк       | 26.05.1899 |
| 7,50                                      | Мейер Принстейн      | США               | Филадельфия    | 28.04.1900 |
| 7,51                                      | Питер О'Коннор       | Ирландия          | Нью-Росс       | 29.08.1900 |
| 7,54                                      | Питер О'Коннор       | Ирландия          | Дублин         | 27.05.1901 |
| 7,60                                      | Питер О'Коннор       | Ирландия          | Дублин         | 15.07.1901 |
| 7,605                                     | Питер О'Коннор       | Ирландия          | Дублин         | 28.07.1901 |
| Официальные рекорды                       |                      |                   |                |            |
| 7,61                                      | Питер О'Коннор       | Ирландия          | Дублин         | 05.08.1901 |
| 7,69                                      | Эдвин Гордин         | США               | Кембридж       | 23.07.1923 |
| 7,76                                      | Роберт Лежандр       | США               | Париж          | 07.07.1924 |
| 7,89                                      | Уилл де Харт Хаббард | США               | Чикаго         | 13.06.1925 |
| 7,90                                      | Эдвард Хэмм          | США               | Кембридж       | 07.07.1928 |
| 7,93                                      | Сильвио Катор        | Гавайские острова | Париж          | 09.09.1928 |
| 7,98                                      | Намбу Тюхэй          | Япония            | Токио          | 27.10.1931 |
| 8,13                                      | Джесси Оуэнс         | США               | Энн-Арбор      | 25.05.1935 |
| 8,21                                      | Ральф Бостон         | США               | Валнат         | 12.08.1960 |
| 8,24                                      | Ральф Бостон         | США               | Модесто        | 27.05.1961 |
| 8,28                                      | Ральф Бостон         | США               | Москва         | 16.07.1961 |
| 8,31                                      | Игорь Тер-Ованесян   | СССР              | Ереван         | 10.06.1962 |
|                                           | Ральф Бостон         | США               | Кингстон       | 15.08.1964 |
| 8,34                                      | Ральф Бостон         | США               | Лос-Анджелес   | 12.09.1964 |
| 8,35                                      | Ральф Бостон         | США               | Модесто        | 29.05.1965 |
|                                           | Игорь Тер-Ованесян   | СССР              | Мехико         | 19.10.1967 |
| 8,90                                      | Боб Бимон            | США               | Мехико         | 18.10.1968 |
| 8,95                                      | Майк Пауэлл          | США               | Токио          | 30.08.1991 |

После того, как в 1968 году в Мехико Боб Бимон установил феноменальный мировой рекорд, прыгнув на 8,90 м, у многих специалистов возникло впечатление, что высокогорье даёт спортсмену-прыгуну преимущество перед спортсменом, стартующим на равнинном стадионе. Это впечатление усиливалось тем, что предыдущий рекорд (8,35 м Ральф Бостон, Игорь Тер-Ованесян) был также установлен на высокогорье. Поэтому неофициально велась таблица мировых рекордов для равнинных стадионов, которая после рекорда 8,34 Ральфа Бостона в 1964 году выглядела так:
| Результат | Спортсмен       | Страна    | Место        | Дата       |
| --------- | --------------- | --------- | ------------ | ---------- |
| 8,35      | Йозеф Шварц     | ФРГ       | Штутгарт     | 15.07.1970 |
| 8,45      | Ненад Стекич    | Югославия | Монреаль     | 25.07.1975 |
| 8,52      | Ларри Мирикс    | США       | Монреаль     | 26.08.1979 |
| 8,54      | Лутц Домбровски | ГДР       | Москва       | 28.07.1980 |
| 8,62      | Карл Льюис      | США       | Сакраменто   | 20.06.1981 |
| 8,76      | Карл Льюис      | США       | Индианаполис | 24.07.1982 |
| 8,79      | Карл Льюис      | США       | Индианаполис | 19.06.1983 |
|           | Карл Льюис      | США       | Нью-Йорк     | 27.01.1984 |

В 1991 году Майк Пауэлл превзошёл рекорд Бимона на равнинном стадионе в Токио, после чего регистрация равнинных рекордов потеряла смысл.

### Женщины
| Результат | Спортсмен            | Страна         | Место           | Дата       |
| --------- | -------------------- | -------------- | --------------- | ---------- |
| 5,98      | Кинуэ Хитоми         | Япония         | Осака           | 20.05.1928 |
| 6,12      | Кристель Шульц       | Германия       | Берлин          | 30.07.1939 |
| 6,25      | Фанни Бланкерс-Кун   | Нидерланды     | Лейден          | 19.09.1943 |
| 6,28      | Иветт Уильямс        | Новая Зеландия | Гисборн         | 20.02.1954 |
|           | Галина Виноградова   | СССР           | Москва          | 11.09.1955 |
| 6,31      | Галина Виноградова   | СССР           | Тбилиси         | 18.11.1955 |
| 6,35      | Эльжбета Кшесиньская | Польша         | Будапешт        | 20.08.1956 |
|           | Эльжбета Кшесиньская | Польша         | Мельбурн        | 27.11.1956 |
| 6,40      | Хилдрун Клаус        | ГДР            | Эрфурт          | 07.08.1960 |
| 6,42      | Хилдрун Клаус        | ГДР            | Берлин          | 23.06.1961 |
| 6,48      | Татьяна Щелканова    | СССР           | Москва          | 16.07.1961 |
| 6,53      | Татьяна Щелканова    | СССР           | Лейпциг         | 10.06.1962 |
| 6,70      | Татьяна Щелканова    | СССР           | Москва          | 04.07.1964 |
| 6,76      | Мэри Рэнд            | Великобритания | Токио           | 14.10.1964 |
| 6,82      | Виорика Вископольяну | Румыния        | Мехико          | 14.10.1968 |
| 6,84      | Хейди Розендаль      | ФРГ            | Торино          | 03.09.1970 |
| 6,92      | Ангела Фойгт         | ГДР            | Дрезден         | 09.05.1976 |
| 6,99      | Зигрун Зигль         | ГДР            | Дрезден         | 19.05.1976 |
| 7,07      | Вильма Бардаускене   | СССР           | Кишинёв         | 18.08.1978 |
| 7,09      | Вильма Бардаускене   | СССР           | Прага           | 29.08.1978 |
| 7,15      | Анишоара Кушмир      | Румыния        | Бухарест        | 01.08.1982 |
| 7,20      | Вали Ионеску         | Румыния        | Бухарест        | 01.08.1982 |
| 7,21      | Анишоара Кушмир      | Румыния        | Бухарест        | 15.05.1983 |
| 7,27      | Анишоара Кушмир      | Румыния        | Бухарест        | 04.06.1983 |
| 7,43      | Анишоара Кушмир      | Румыния        | Бухарест        | 04.06.1983 |
| 7,44      | Хайке Дрекслер       | ГДР            | Западный Берлин | 22.09.1985 |
| 7,45      | Хайке Дрекслер       | ГДР            | Таллин          | 21.06.1986 |
|           | Хайке Дрекслер       | ГДР            | Дрезден         | 03.07.1986 |
|           | Джекки Джойнер-Керси | США            | Индианаполис    | 13.08.1987 |
| 7,52      | Галина Чистякова     | СССР           | Ленинград       | 11.06.1988 |

## Прыжок в длину в филателии
- Марка СССР, 1963 г. Серия «III Спартакиада народов СССР»: Прыжки в длину.
- Марка СССР, 1967 г. Финал кубка Европы. Прыжки в длину.
- Марка СССР, 1980 г. Прыжки в длину.
- Монета «Игры XXV Олимпиады Барселона 1992. Прыжки в длину», 1 рубль, 1991, медно-никелевый сплав, реверс.
- Марка СССР, 1988 г.